# Heligmomerus carsoni
Espèce
Heligmomerus carsoni est une espèce d'araignées mygalomorphes de la famille des Idiopidae.

## Distribution
Cette espèce est endémique de Tanzanie.

## Description
La femelle holotype mesure 14 mm.

## Étymologie
Cette espèce est nommée en l'honneur d'Alexander Carson.

## Publication originale
- Pocock, 1897 : On the spiders of the suborder Mygalomorphae from the Ethiopian Region, contained in the collection of the British Museum. Proceedings of the Zoological Society of London, vol. 1897, p. 724-774 (texte intégral).